# Till (película)
Till (también, Till: Justicia para mi hijo) es una película dramática biográfica (una coproducción británico-estadounidense) del año 2022 dirigida por Chinonye Chukwu y escrita por Michael Reilly, Keith Beauchamp y Chukwu, y producida por Beauchamp, Reilly y Whoopi Goldberg. Se basa en la historia real de Mamie Till-Bradley, una educadora y activista que buscó justicia tras el asesinato de su hijo Emmett, de 14 años, en 1955. La película está protagonizada por Danielle Deadwyler como Mamie Till-Bradley, con Jalyn Hall, Frankie Faison, Haley Bennett y Goldberg en papeles secundarios.
La película se anunció oficialmente en agosto de 2020, aunque un proyecto sobre el asesinato de Emmett Till había estado en proceso durante varios años antes. Gran parte del elenco principal se unió el verano siguiente, y el rodaje tuvo lugar en el condado de Bartow, Georgia, ese otoño. Es la segunda propiedad de medios importante basada en Mamie Till lanzada en 2022, después de la serie de televisión Women of the Movement. La película está dedicada a la memoria de la vida y el legado de Mamie Till y su estreno coincidió con la inauguración en octubre de 2022 de una estatua en memoria de Emmett Till en Greenwood, Mississippi.
Till tuvo su estreno mundial en el Festival de Cine de Nueva York el 1 de octubre de 2022, fue estrenada en cines en los Estados Unidos el 14 de octubre de 2022 por United Artists Releasing y en el Reino Unido el 6 de enero de 2023, por Universal Pictures. La película recibió reseñas positivas, con la actuación de Deadwyler obteniendo elogios generalizados, y fue nombrada una de las mejores películas de 2022 por la National Board of Review. Ha recaudado $9 millones contra un presupuesto combinado de producción y marketing de $33 millones.

## Reparto
- Danielle Deadwyler como Mamie Till[5]
- Jalyn Hall como Emmett Till, el hijo asesinado de Mamie[6]
- Frankie Faison como John Carthan, el padre de Mamie y el abuelo de Emmett[7]
- Haley Bennett como Carolyn Bryant, una comerciante sureña cuyas acusaciones llevaron al asesinato de Emmett[8]
- Whoopi Goldberg como Alma Carthan, la madre de Mamie y la abuela de Emmett[5]
- Jayme Lawson como Myrlie Evers, activista de derechos civiles y esposa de Medgar[7]
- Tosin Cole como Medgar Evers, activista de derechos civiles y esposo de Myrlie[7]
- Kevin Carroll como Rayfield Mooty[7]
- Sean Patrick Thomas como Gene Mobley[7]
- John Douglas Thompson como Moses Wright[7]
- Roger Guenveur Smith como TRM Howard[7]
- Eric Whitten como JW Milam[7]
- Sean Michael Weber como Roy Bryant[7]

## Producción

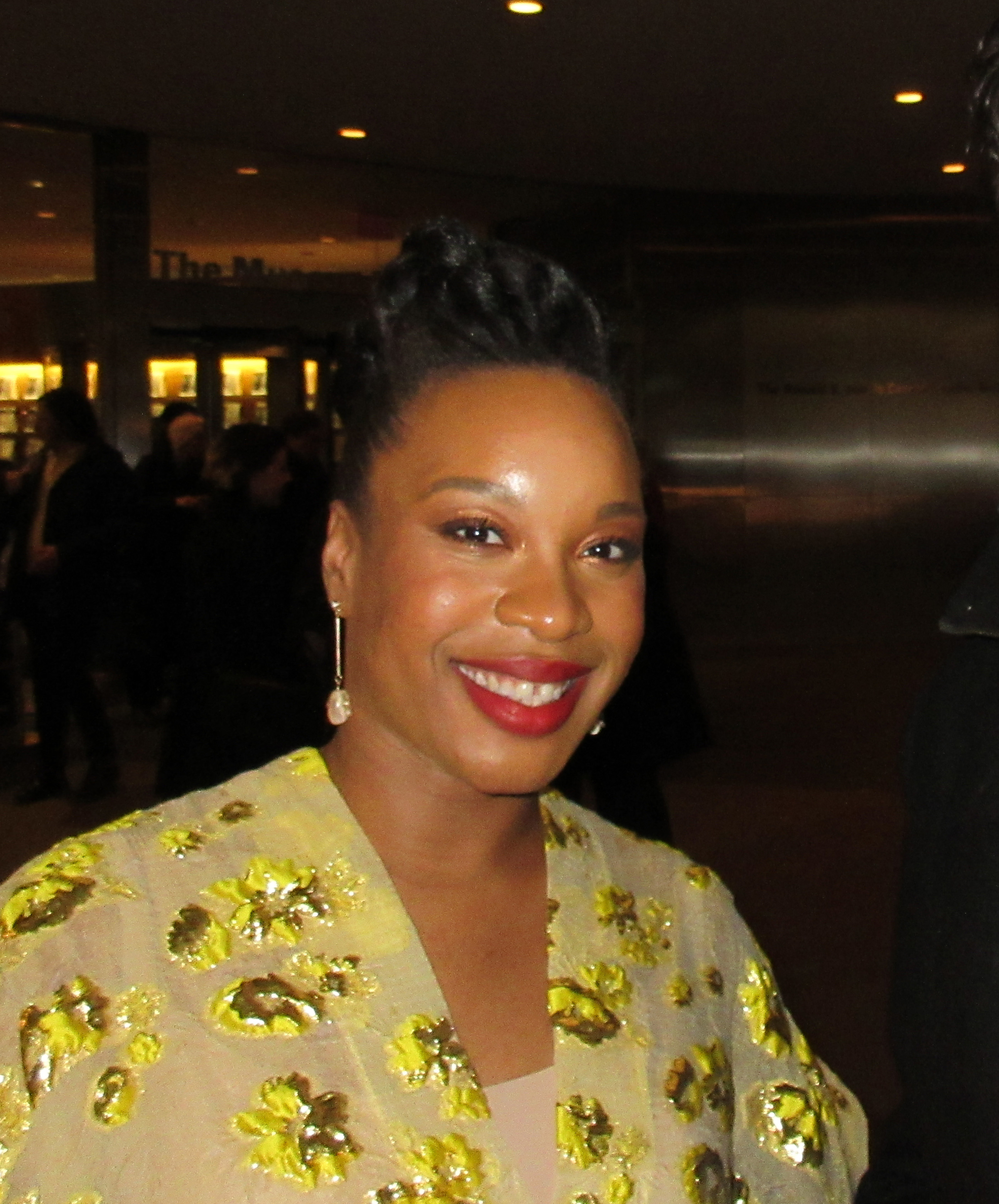
Guionista y directora Chinonye Chukwu

El 27 de agosto de 2020, se anunció que Chinonye Chukwu escribiría y dirigiría un largometraje basado en la vida de Mamie Till-Mobley y su lucha por la justicia tras el linchamiento de su hijo de 14 años, Emmett Till. Producida por Orion Pictures, la película utiliza 27 años de investigación de Keith Beauchamp, cuyos esfuerzos llevaron a la reapertura del caso de Till por parte del Departamento de Justicia de Estados Unidos en 2004. Simeon Wright, primo de Till y testigo ocular del evento, se desempeñó como consultor del proyecto hasta su muerte en 2017. El guion de Chukwu se basa en un borrador que previamente coescribió con Beauchamp y el productor Michael Reilly. En julio de 2021, Danielle Deadwyler y Whoopi Goldberg se unieron al elenco. Jalyn Hall fue elegida como Emmett Till ese agosto. El rodaje comenzó en el condado de Bartow, Georgia, en septiembre de 2021. A finales de año, Frankie Faison, Jayme Lawson, Tosin Cole, Kevin Carroll, Sean Patrick Thomas, John Douglas Thompson, Roger Guenveur Smith y Haley Bennett fueron confirmados para protagonizar.
Durante la postproducción, la banda sonora fue compuesta por Abel Korzeniowski.

## Estreno
La película recibió un estreno limitado en Estados Unidos y Canadá el 14 de octubre de 2022, antes de un estreno amplio el 28 de octubre de 2022 por United Artists Releasing bajo el sello Orion Pictures. Fuera de EE. UU. y Canadá, es distribuida por Universal Pictures, incluido su estreno en el Reino Unido el 6 de enero de 2023. La película se estrenó en el Festival de Cine de Nueva York el 1 de octubre de 2022 y se proyectó en el Festival de Cine de Londres el 15 de octubre de 2022 y en el 31° Festival de Cine de Filadelfia ese mismo mes. La distribuidora también invitó a estudiantes de secundaria a proyecciones especiales de la película en el Alice Tully Hall de Nueva York; Las proyecciones de la película y los cuestionarios con los cineastas se compartieron simultáneamente en línea.
La película se estrenó para plataformas VOD el 22 de noviembre de 2022, seguida de un lanzamiento en Blu-ray y DVD programado para el 17 de enero de 2023.

## Recepción
El crítico mexicano de cine Ernesto Diezmartinez anota, en patreon.com:

Por desgracia, Till no pasa de ser precisamente (...) la encabronante denuncia de ese racismo que cualquier persona con una mínima pizca de humanidad va a condenar de antemano, algo que como discurso político-militante puede ser muy loable, pero que como discurso cinematográfico resulta muy previsible. (...) la realización de Chukwu es correcta y funcional, la producción es impecable y Deadwyler está impresionante en la escena final en la que ella declara en el juicio -yo habría jurado que la iban a nominar al Oscar-, pero estas virtudes no logran trascender el hecho de que el filme fue realizado para lanzar un mensaje que es conocido de antemano: el racismo apesta." Ernesto Diezmartinez.

El crítico agrega que en la información que se presenta al final de la película resulta ser, "irónicamente", mejor crítica al racismo (más efectiva) que gran parte de la propia película: se informa, allí, que la legislación estadounidense contra los linchamientos "que empezó a discutirse a partir del asesinato de Emmett Till, a fines de los años 50, terminó aprobándose unos añitos después, en concreto, el 29 de marzo de 2022, cuando Mamie, quien impulsó esa ley, ya había muerto."

## Premios y nominaciones
| Premio                                              | Fecha                   | Categoría                              | Nominados                                                                          | Resultado    | Ref.   |
| --------------------------------------------------- | ----------------------- | -------------------------------------- | ---------------------------------------------------------------------------------- | ------------ | ------ |
| Hollywood Music in Media Awards                     | 16 de noviembre de 2022 | Mejor banda sonora en una película     | Abel Korzeniowski                                                                  | Nominado     | [ 21 ] |
| Hollywood Music in Media Awards                     | 16 de noviembre de 2022 | Mejor canción original en una película | Jasmine Sullivan y D'Mile ("Stand Up")                                             | Nominados    | [ 21 ] |
| Premios Gotham                                      | 28 de noviembre de 2022 | Mejor actuación protagonista           | Danielle Deadwyler                                                                 | Ganadora     | [ 22 ] |
| National Board of Review                            | 8 de diciembre de 2022  | Top 10 Películas más Destacadas        | Till                                                                               | Ganadora     | [ 23 ] |
| National Board of Review                            | 8 de diciembre de 2022  | Mejor intérprete revelación            | Danielle Deadwyler                                                                 | Ganadora     | [ 23 ] |
| Asociación de Críticos de Cine de Los Ángeles       | 11 de diciembre de 2022 | Mejor actuación protagonista           | Danielle Deadwyler                                                                 | Finalista    | [ 24 ] |
| Washington D. C. Area Film Critics Association      | 12 de diciembre de 2022 | Mejor actriz                           | Danielle Deadwyler                                                                 | Nominada     | [ 25 ] |
| Washington D. C. Area Film Critics Association      | 12 de diciembre de 2022 | Mejor intérprete joven                 | Jalyn Hall                                                                         | Nominado     | [ 25 ] |
| Asociación de Críticos de Cine de Chicago           | 14 de diciembre de 2022 | Intérprete más prometedor              | Danielle Deadwyler                                                                 | Nominada     | [ 26 ] |
| Asociación de Críticos de Cine de San Luis          | 18 de diciembre de 2022 | Mejor actriz                           | Danielle Deadwyler                                                                 | Nominada     | [ 27 ] |
| Asociación de Críticos de Cine de Dallas-Fort Worth | 19 de diciembre de 2022 | Mejor actriz                           | Danielle Deadwyler                                                                 | Cuarto lugar | [ 28 ] |
| Florida Film Critics Circle                         | 22 de diciembre de 2022 | Mejor actriz                           | Danielle Deadwyler                                                                 | Nominada     | [ 29 ] |
| Alianza de Mujeres Periodistas de Cine              | 5 de enero de 2023      | Mejor actriz                           | Danielle Deadwyler                                                                 | Nominada     | [ 30 ] |
| Alianza de Mujeres Periodistas de Cine              | 5 de enero de 2023      | Actuación más atrevida                 | Danielle Deadwyler                                                                 | Nominada     | [ 30 ] |
| Alianza de Mujeres Periodistas de Cine              | 5 de enero de 2023      | Mejor actriz revelación                | Danielle Deadwyler                                                                 | Ganadora     | [ 30 ] |
| Alianza de Mujeres Periodistas de Cine              | 5 de enero de 2023      | Mejor directora                        | Chinoye Chukwu                                                                     | Nominado     | [ 30 ] |
| San Diego Film Critics Society                      | 6 de enero de 2023      | Mejor actriz                           | Danielle Deadwyler                                                                 | Pendiente    | [ 31 ] |
| San Diego Film Critics Society                      | 6 de enero de 2023      | Mejor artista revelación               | Danielle Deadwyler                                                                 | Pendiente    | [ 31 ] |
| San Diego Film Critics Society                      | 6 de enero de 2023      | Mejor guion original                   | Keith Beauchamp, Chinonye Chukwu y Michael Reilly                                  | Pendiente    | [ 31 ] |
| San Diego Film Critics Society                      | 6 de enero de 2023      | Mejor intérprete joven                 | Jalyn Hall                                                                         | Pendiente    | [ 31 ] |
| Asociación de Críticos de Cine de Austin            | 10 de enero de 2023     | Mejor actriz                           | Danielle Deadwyler                                                                 | Pendiente    | [ 32 ] |
| Premios de la Crítica Cinematográfica               | 15 de enero de 2023     | Mejor actriz                           | Danielle Deadwyler                                                                 | Nominado     | [ 33 ] |
| Premios de la Crítica Cinematográfica               | 15 de enero de 2023     | Mejor intérprete joven                 | Jalyn Hall                                                                         | Nominado     | [ 33 ] |
| Premios Black Reel                                  | 6 de febrero de 2023    | Mejor película                         | Keith Beauchamp, Barbara Broccoli, Whoopi Goldberg, Michael Reilly y Thomas Levine | Pendiente    | [ 34 ] |
| Premios Black Reel                                  | 6 de febrero de 2023    | Mejor director                         | Chinonye Chukwu                                                                    | Pendiente    | [ 34 ] |
| Premios Black Reel                                  | 6 de febrero de 2023    | Mejor actriz                           | Danielle Deadwyler                                                                 | Pendiente    | [ 34 ] |
| Premios Black Reel                                  | 6 de febrero de 2023    | Mejor actor revelación                 | Jalyn Hall                                                                         | Pendiente    | [ 34 ] |
| Premios Black Reel                                  | 6 de febrero de 2023    | Mejor guion                            | Keith Beauchamp, Michael Reilly, Chinonye Chukwu                                   | Pendiente    | [ 34 ] |
| Premios Black Reel                                  | 6 de febrero de 2023    | Mejor csnción original                 | "Stand Up"                                                                         | Pendiente    | [ 34 ] |
| Premios Black Reel                                  | 6 de febrero de 2023    | Mejor fotografía                       | Bobby Bukowski                                                                     | Pendiente    | [ 34 ] |
| Premios Black Reel                                  | 6 de febrero de 2023    | Mejor diseño de vestuario              | Marci Rodgers                                                                      | Pendiente    | [ 34 ] |
| Premios Black Reel                                  | 6 de febrero de 2023    | Mejor reparto                          | Till                                                                               | Pendiente    | [ 34 ] |
| Premios Black Reel                                  | 6 de febrero de 2023    | Mejor banda sonora                     | Till                                                                               | Pendiente    | [ 34 ] |
| Premios Black Reel                                  | 6 de febrero de 2023    | Mejor diseño de producción             | Curtis Beech                                                                       | Pendiente    | [ 34 ] |
| Premios Satellite                                   | 11 de febrero de 202    | Mejor película - Drama                 | Till                                                                               | Pendiente    | [ 35 ] |
| Premios Satellite                                   | 11 de febrero de 202    | Mejor actriz dramática                 | Danielle Deadwyler                                                                 | Pendiente    | [ 35 ] |
| Asociación de Críticos de Hollywood                 | 24 de febrero de 2023   | Mejor actriz                           | Danielle Deadwyler                                                                 | Pendiente    | [ 36 ] |